# Imhotep: Baumeister Ägyptens
Imhotep: Baumeister Ägyptens ist ein Brettspiel des australischen Spieleautors Phil Walker-Harding. Das Spiel für zwei bis vier Spieler ab zehn Jahren ist im Jahr 2016 beim Spieleverlag Kosmos Spiele erschienen und wurde im gleichen Jahr für den Jury-Preis Spiel des Jahres nominiert. Es baut auf dem Spiel Builders of Egypt auf, das von Walker-Harding 2010 entwickelt wurde. Der Prototyp des Spiels hatte zuvor im Jahr 2010 unter dem Namen Builders of Egypt den 2. Platz beim Premio-Archimede-Autorenwettbewerb erreicht.

## Thema und Ausstattung
Das Spiel behandelt thematisch den Aufbau von Tempeln, Pyramiden, Grabkammern und Obelisken zur Zeit des Baumeisters Imhotep, der als erster großer Baumeister des Alten Reichs in Ägypten vermutlich verantwortlich für den Bau der Djoser-Pyramide und der Sechemchet-Pyramide in Sakkara war.
Das Spielmaterial besteht neben der Spieleanleitung aus:
- fünf Ortstafeln
- einer Wertungstafel
- acht Bootsplättchen in vier Größen
- vier Vorrats-Plättchen in vier Farben
- 120 Bausteinen in vier Farben (30 je Farbe)
- 21 Runden-Karten (je sieben für das Spiel zu zweit, zu dritt oder zu viert)
- 34 Markt-Karten

## Spielweise
Bei dem Spiel Imhotep versuchen die Mitspieler, durch die Beteiligung am Bau verschiedener Bauwerke und dem Einkauf von Marktkarten eine möglichst hohe Wertung in Form von Siegpunkten zu erhalten. Gewinner ist der Spieler, der am Ende des Spiels nach sechs Runden die meisten Siegpunkte hat.

### Vorbereitungen
Zu Beginn des Spiels werden die fünf Ortstafeln und die Wertungstafel in die Mitte des Spieltischs gelegt, zudem werden die Boots-Plättchen und die gemischten Markt-Karten sowie die ebenfalls gemischten Runden-Karten platziert. Jeder Mitspieler sucht sich eine Farbe aus und erhält das entsprechende Vorrats-Plättchen, die Bausteine der Spieler werden in einen gemeinsamen Steinbruch abgelegt und der Startspieler wird ausgelost. Der Startspieler bekommt vor der ersten Runde zwei Bausteine, die nachfolgenden je einen mehr als der Vorgänger.
Alle Orte können in einer (A)- und einer (B)-Variante genutzt werden, die sich in ihrem Aufbau und ihrer Wertung unterschieden. Auf diese Weise kann das Spiel abwechslungsreicher gestaltet werden.

### Spielverlauf
Imhotep wird über sechs Runden gespielt, die jeweils aus mehreren Spielzügen bestehen. Zu Beginn einer Runde werden über eine Runden-Karte die in dieser Runde zu beladenden Boote vorgegeben und neben die Ortstafeln gelegt, zudem werden vier Markt-Karten auf die dafür vorgesehenen Flächen auf dem Markt ausgelegt. Die Runde endet, wenn alle Boote beladen wurden und jeweils einen Ort angefahren haben.
Die Spieler spielen beginnend mit dem Startspieler im Uhrzeigersinn. Dabei muss jeder Spieler, der an der Reihe ist, eine von vier möglichen Aktionen durchführen. Er kann
- sich bis zu drei Bausteine nehmen und diese auf sein Vorrats-Plättchen legen, um den Vorrat aufzufüllen (dabei dürfen am Ende maximal fünf Bausteine auf dem Plättchen liegen)
- einen Baustein von seinem Vorrat auf ein beliebiges freies Feld auf einem der verfügbaren Boote platzieren
- ein Boot zu einem der Orte fahren, wenn es mindestens die auf der Bootsspitze angezeigte Anzahl von Bausteinen enthält (auch wenn keine eigenen Steine auf dem Boot sind) und die Anlegestelle an dem Ort noch frei ist. An dem Ort werden die Steine der Reihe nach von vorne nach hinten abgeladen und entsprechend der Ortsregeln platziert.
- eine in einer der vorhergehenden Züge oder Runden am Markt erhaltene blaue Marktkarte ausspielen und die darauf angegebene Aktion ausführen.[3]

Von zentraler Bedeutung sind die verschiedenen Bauplätze und der Markt, die von den Schiffen angesteuert werden. Dabei handelt es sich neben dem Markt um die Pyramide, den Tempel, die Grabkammer und die Obelisken, die mit Hilfe der farbigen Bausteine gebaut werden müssen:
- am Bauplatz der Pyramide wird zuerst eine Grundebene aus 9 Steinen erbaut, auf der dann vier und zum Abschluss ein Stein platziert werden. Jeder einzelne Stein wird dabei mit Siegpunkten bezahlt, die direkt nach Anlieferung abgerechnet werden.
- der Tempel besteht aus einer Reihe von fünf Steinen, die in der Folge überbaut werden und so eine Mauer bilden. Gewertet werden hier jeweils die Steine, die am Ende einer Runde von oben sichtbar sind.
- die Grabkammer ist eine Fläche aus Bausteinen, die am Spielende gewertet wird. Hier ist er besonders wichtig, möglichst viele miteinander verbundene Steine der eigenen Farbe zu platzieren, um eine hohe Wertung zu bekommen.
- die Obelisken sind vier einfarbige Bausteintürme, die am Ende des Spiels gewertet werden. Hier bekommt der Spieler mit dem höchsten Turm am Ende die meisten Punkte und die anderen folgen entsprechend.

Am Marktplatz können die Spieler verschiedene ausgelegte Karten bekommen, die je nach Farbe unterschiedlich genutzt werden. Rote Karten werden direkt gespielt, blaue Karten können aufbewahrt und vom Spieler gezielt eingesetzt werden und grüne und violette Karten gehen in die Abschlusswertung ein.

### Wertungen und Spielende
Die Wertungen der unterschiedlichen Aktionen erfolgen abhängig vom jeweiligen Ortstafeln und dem Zeitpunkt im Spiel. Dabei werden Anlieferungen am Pyramidenbauplatz sofort abgerechnet, die Wertung der Bausteine am Tempel erfolgt jeweils am Rundenende und die Wertung der Steine der Grabkammer und der Obelisken erfolgt erst am Spielende. Zusätzlich werden am Spielende die violetten Markt-Karten „Statue“ und „Verzierungen“ sowie ungenutzte blaue Markt-Karten ausgewertet.
Gewinner des Spiels ist der Spieler, der am Ende des Spiels und der letzten Wertungen die meisten Siegpunkte bekommen hat. Bei einem Gleichstand gewinnt der Spieler, der zusätzlich die meisten ungenutzten Steine auf dem Vorrats-Plättchen hat. Gibt es auch dann noch einen Gleichstand, teilen sich die beiden Gewinner den Sieg.

### Varianten
Im Basisspiel von Imhotep: Baumeister Ägyptens werden zwei Varianten benannt, die mehr Abwechslung in das Spiel bringen sollen.
Die umfassendere diese beiden Varianten betrifft die verschiedenen Bauplätze und den Markt, deren Rückseiten jeweils eine zweite Wertungsseite (B-Seite) besitzen:
- am Bauplatz der Pyramide werden drei Pyramiden mit jeweils einer Grundfläche von 4 Steinen gebaut. Der Spieler kann entscheiden, welche der drei Pyramiden er beliefert, wobei einige Pyramiden-Felder einen Bonus bringen. Wie bei der Vorderseite werden die Pyramiden direkt gewertet.
- der Tempel besteht auch in der Alternativversion aus einer Reihe von fünf Steinen, die in der Folge überbaut werden und so eine Mauer bilden. Im Unterschied zur Vorderseite erhalten die Spieler für die sichtbaren Steine unterschiedliche Boni abhängig von ihrer Position.
- die Grabkammer unterscheidet sich im Aufbau nicht von der Vorderseite, allerdings werden nun Punkte für die Mehrheiten in den drei Steinreihen vergeben.
- Auf dem Baufeld der Obelisken gibt es jeweils zwei Felder für jede Farbe.  Wurden 3 Steine einer Farbe geliefert, wird der entsprechende Obelisk auf ein Wertungsfeld verschoben und abgerechnet.

Am Marktplatz werden in dieser Version drei offene Karten und auf dem vierten Feld zwei verdeckte Karten ausgelegt. Der Spieler kann entweder eine offene Karte nehmen oder sich eine der verdeckten Karten aussuchen.
In der Variante Der Zorn des Pharao werden Spieler mit Punkteabzug von 5 Punkten in der Endwertung bestraft, wenn sie sich nicht mit mindestens je einem Stein beim Bau aller vier Monumente beteiligt haben.

## Rezeption und Bewertung
Imhotep: Baumeister Ägyptens wurde von dem australischen Spieleautor Phil Walker-Harding im Jahr 2010 entwickelt und erreichte als Prototyp unter dem Namen Builders of Egypt den 2. Platz beim Premio-Archimede-Autorenwettbewerb des italienischen Unternehmens studiogiochi 2016 wurde es beim Spieleverlag Kosmos Spiele veröffentlicht im gleichen Jahr für den Jury-Preis Spiel des Jahres nominiert sowie beim Deutschen Spielepreis 2016 auf Platz 8 gewählt. Das Spiel erschien zudem in einer englischsprachigen Version und wurde zusätzlich in Spanien, Italien, Polen, Ungarn und den Niederlanden veröffentlicht. 2017 wurde es für den Niederländischen Spielepreis nominiert.

„Achtung, Baustelle! Wenn die Spieler zwar gemeinsam, aber doch konkurrierend alt-ägyptische Monumente aus griffigen Holzwürfeln auf dem Tisch zusammensetzen, dann ist das ein echter Hingucker: Obelisken, Pyramiden, Grabkammer und Tempel wachsen als dreidimensionale Bauwerke heran. Toll! Der schlanke, taktische Mechanismus mit seinen immer wieder kniffligen Entscheidungen formt zusammen mit dem stimmigen Material ein rundes und spannendes Familienspiel aus dem Wüstensand.“

Das Spiel wurde auch in diversen Rezensionen überwiegend positiv besprochen. In der Spieledatenbank BoardGameGeek verzeichnete Imhotep ein Rating von durchschnittlich 7,3 (von 10) bei mehr als 2700 Bewertungen (Stand Januar 2017). Das Portal brettspielbox.de bewertete das Spiel mit 7,4 von 10 Punkten und betonte vor allem, dass der „ganze Spielmix […] sicherlich neuartig und in dieser Form noch nicht dagewesen“ ist. Bei brettspiele-report.de erlangte das Spiel eine Gesamtwertung von 15 von 20 Punkten und auch hier wird neben der sehr guten Spieleanleitung und der Qualität des Spielmaterials vor allem der Langzeitspaß betont.
Zu dem Spiel veröffentlichte der Kosmos-Verlag im Oktober 2016 die Minierweiterung Die Wetten mit einem Wett-Tableau zum Download auf der Internetseite, zudem erschien im Brettspiel Adventskalender 2016 die Erweiterung Imhotep: The Private Ships Mini Expansion mit vier Booten für je einen Stein in den vier Spielerfarben. Auf der Basis des Spiels veröffentlichte Walker-Harding zudem 2018 das 2-Personen-Spiel Imhotep: Das Duell, bei dem die Idee der verschiedenen Bauplätze übernommen wurde während die Schiffe stationär im Hafen entladen werden.

## Belege
1. 1 2  Imhotep auf den Seiten des Spiel des Jahres; abgerufen am 29. Januar 2017.
2. 1 2  Premio-Archimede Edizione 2010 (Memento des Originals vom 29. Januar 2017 im Internet Archive)  Info: Der Archivlink wurde automatisch eingesetzt und noch nicht geprüft. Bitte prüfe Original- und Archivlink gemäß Anleitung und entferne dann diesen Hinweis. von studiogiochi; abgerufen am 29. Januar 2017.
3. 1 2 3 4 5 6 7 8 9 10 11  Spieleanleitung Imhotep (Memento des Originals vom 29. Januar 2017 im Internet Archive)  Info: Der Archivlink wurde automatisch eingesetzt und noch nicht geprüft. Bitte prüfe Original- und Archivlink gemäß Anleitung und entferne dann diesen Hinweis. bei Kosmos Spiele; abgerufen am 29. Januar 2017.
4. ↑  Versions von Imhotep in der Spieledatenbank BoardGameGeek (englisch); abgerufen am 25. Januar 2017.
5. ↑  Familieprijs 2017: nominaties, Nominierung zum Niederländischen Spielepreis 2017, 23. September 2017; abgerufen am 21. Oktober 2017.
6. ↑  Ratings & Comments für Imhotep in der Spieledatenbank BoardGameGeek (englisch); abgerufen am 29. Januar 2017.
7. ↑  Imhotep auf brettspielbox.de, 10. April 2016; abgerufen am 29. Januar 2017.
8. ↑  Imhotep auf brettspiele-report.de, 24. Juli 2016; abgerufen am 29. Januar 2017.
9. ↑  Imhotep - Mini-Erweiterung - Die Wetten bei Kosmos Spiele; abgerufen am 30. Januar 2017.
10. ↑  Imhotep: The Private Ships Mini Expansion in der Spieledatenbank BoardGameGeek (englisch); abgerufen am 30. Januar 2017.